# Nationaal Songfestival 2007
Het Nationaal Songfestival 2007 was de Nederlandse preselectie voor het Eurovisiesongfestival 2007.

## Geschiedenis
Omdat Nederland de laatste jaren bijzonder slechte resultaten op het festival had behaald, werd besloten om de succesvolste zangeres van de afgelopen 25 jaar te vragen. Zodoende werd Edsilia Rombley op 16 december 2006 officieel aan het Nederlands publiek voorgesteld als de Nederlandse deelneemster voor het Eurovisiesongfestival 2007.

## Mooi! Weer het Nationaal Songfestival
Nederland wil voor het Eurovisiesongfestival 2007 voor kwaliteit gaan, met een gevestigde ster. Rombley nam al bij het Eurovisiesongfestival 1998 deel; ze werd vierde. En ook al is vierde zijn nog wel niet winnen; hoger kwam Nederland de afgelopen jaren niet. Rombley wil trachten haar prestatie te verbeteren.
Op 11 februari 2007 zong Rombley drie verschillende liedjes, waarvan ze er uiteindelijk één zou gaan zingen op het songfestival. De liedjes werden eerst beoordeeld door een jury (met daarin onder andere Cornald Maas), waarna het publiek van het programma Mooi! Weer De Leeuw waar het nationaal songfestival werd opgenomen, mocht beslissen. De eindkeuze voor het liedje lag echter bij Rombley zelf. Tussen de liedjes door maakte Paul de Leeuw een gewone uitzending van zijn programma, waarin hij onder andere de draak stak met televoting door steeds in beeld te laten verschijnen dat mensen nog konden bellen (€30,40 per minuut) of sms'en voor allerlei onbenullige dingen.
Aan het einde van het programma werd bekendgemaakt dat Edsilia op het songfestival het nummer Nooit meer zonder jou zal gaan zingen.

## Omroep
De NOS wilde namelijk eigenlijk af van het Nationaal Songfestival, omdat het vrij duur was het programma te maken. De vraag was in eerste instantie welke publieke omroep die organisatie op zich zou willen nemen. Uiteindelijk deed men dit in samenwerking met de VARA. Toch bleek dat het aantal kijkers ruim voldoende was om het programma te behouden; ondanks de hevige kritieken op het festival zelf.
De eventuele "mogelijkheid" om het naar een commerciële omroep over te brengen was onmogelijk. De televisiezender Tien (van John de Mol), die het programma wel wilde overnemen, kon dit zodoende niet. Dit kwam doordat de Nederlandse commerciële zenders niet lid zijn van de EBU, de organisator van het Eurovisiesongfestival.
1956 · 1957 · 1958 · 1959 · 1960 · 1961 · 1962 · 1963 · 1964 · 1965 · 1966 · 1967 · 1968 · 1969 · 1970 · 1971 · 1972 · 1973 · 1974 · 1975 · 1976 · 1977 · 1978 · 1979 · 1980 · 1981 · 1982 · 1983 · 1984 · 1986 · 1987 · 1988 · 1989 · 1990 · 1992 · 1993 · 1994 · 1996 · 1997 · 1998 · 1999 · 2000 · 2001 · 2003 · 2004 · 2005 · 2006 · 2007 · 2008 · 2009 · 2010 · 2011 · 2012